# Chinesisch-russische Beziehungen
Die Beziehungen zwischen den heutigen Staaten China und Russland überspannen mehrere hundert Jahre und verschiedene Regierungssysteme in beiden Ländern. Während zu Beginn das zaristische Russland dem chinesischen Kaiserreich gegenüberstand, hatte nach der Oktoberrevolution die Sowjetunion zuerst die Republik China und ab 1949 die Volksrepublik China zum Nachbarn. Seit dem Zusammenbruch des kommunistischen Staatenbundes 1991 ist die russische Föderation der nördliche Anrainer Chinas.

## Geschichte

### Beginn der Beziehungen
Im Zuge der russischen Expansion nach Osten wurde die Grenze des russischen Reiches immer weiter in den asiatischen Raum verlagert und stieß dort auf die Einflusssphäre des China der Qing-Dynastie. Die dabei entstandenen Konflikte wurden 1689 im Vertrag von Nertschinsk beigelegt, in welchem die gegenseitigen Gebietsansprüche abgesteckt wurden. Russland wurde hierbei zu einem teilweisen Rückzug aus der Mandschurei gezwungen, erhielt dafür aber weitreichende Rechte eingeräumt, mit China Handel zu treiben. Der Vertrag stellt das erste bilaterale Abkommen eines chinesischen Kaisers mit einem westlichen Staat dar. In der Folgezeit wurde die Übereinkunft noch weiter ergänzt. Im 19. Jahrhundert wurden im Vertrag von Aigun (1858) und der Pekinger Konvention (1860) die damals getroffenen territorialen Regelungen zu Gunsten Russlands revidiert.

### Zeitalter des Imperialismus
Als China nach dem Zweiten Opiumkrieg immer weiter unter den Einfluss der europäischen Kolonialmächte geriet, versuchte auch Russland, seine Interessen in China geltend zu machen. So unterstützte es beispielsweise islamische und mongolische Unabhängigkeitsbestrebungen, um die verworrene, von Aufständen gekennzeichnete Lage im Norden Chinas weiter zu destabilisieren.
Bei der Niederschlagung des Boxeraufstandes im Jahre 1900 beteiligte sich Zar Nikolaus II. im Russisch-Chinesischen Krieg mit dem Einsatz von Truppen und besetzte gleichzeitig mit 200.000 Mann die Mandschurei unter dem Vorwand, dort Boxer bekämpfen zu wollen. Diesbezüglich wurde im Februar 1901 vertraglich festgelegt, dass China das Gebiet zwar zurückerhielt, aber Russland zum Schutz der Eisenbahnlinien dort Truppen stationieren durfte, de facto also ein Protektorat über die Mandschurei errichten konnte. Russland festigte somit den Eindruck auf chinesischer Seite, einer der schlimmsten imperialen Aggressoren zu sein.

### Gründung der Sowjetunion und der Republik China
Auch nach Ende des Ersten Weltkrieges, in den die Republik China auf Seiten der Alliierten eingetreten war, besserte sich ihre Lage nicht. Weiterhin stand das Land unter starkem Einfluss der ausländischen Kräfte und war den Expansionsbestrebungen Japans ausgesetzt.
Russland zählte allerdings nicht mehr zu diesen, da es seit der Oktoberrevolution von den Kommunisten regiert wurde, die die imperialistische Politik des Zaren verurteilten. Sie erklärten der chinesischen Republik, die zu dieser Zeit de facto von Warlords kontrolliert wurde (siehe Nördliche Militaristen), dass sie alle Ansprüche auf chinesisches Gebiet, die das Zarenreich erhoben hatte, fallen ließen. Des Weiteren unterstützte Lenin über die Komintern sowohl die Nationalisten um Sun Yat-sen und später Chiang Kai-shek (die Guomindang) als auch die 1921 gegründete Kommunistische Partei Chinas, die beide nach dem Vorbild Lenins als Kaderparteien aufgebaut waren. Beide erhielten logistische Unterstützung sowie ideologische und militärische Berater, wodurch sich die SU einen gewissen Einfluss verschaffen konnte: So kam es z. B. 1923 auf ihr Drängen zur Bildung der Ersten Einheitsfront, in der die zwei rivalisierenden Parteien gemeinsam gegen die Warlords kämpften. Im Zuge der sowjetisch-chinesischen Zusammenarbeit gingen außerdem viele Kader zum Studium nach Russland und trugen so zu einem kulturellen Austausch innerhalb der Eliten bei.

### 1943–1949: China im Bürgerkrieg
Das Reich der Mitte stand mitten im Chinesischen Bürgerkrieg zwischen den Kommunisten unter der Führung von Mao Zedong und den Nationalisten unter Chiang. Der Kriegsausgang war lange ungewiss. Die Mandschurei war seit längerem von den Japanern besetzt. Mit der Zeit kristallisierte sich heraus, dass sich die Kommunisten an der Sowjetunion orientierten, die Nationalisten an den USA.
Von großer Bedeutung war, dass Stalin die Kommunisten in China nicht substanziell unterstützte, sondern eher die Kuomintang mit Kriegsressourcen unterstützte, da er die Nationalisten als zuverlässigere und vertrauenswürdigere Partner ansah. Denn die KPCh sparte Material und Truppen für den Bürgerkrieg nach der Beendigung der japanischen Expansions Chinas. Dies hatte hauptsächlich zwei Gründe: Erstens war die Mandschurei seit 1945 von der Sowjetunion besetzt, der es gelungen war, die Japaner innerhalb von neun Tagen aus dem Gebiet zu vertreiben. Moskau sicherte sich in der Region Sonderrechte an Eisenbahnen und insbesondere an eisfreien Häfen. Diese Rechte konnten formal jedoch nur von den Nationalisten anerkannt werden – Stalin hielt lange an seiner Prognose eines nationalistischen Sieges fest. Zweitens versuchte er beide Gegner gegeneinander auszuspielen, um die Sowjetunion als die dominante Kraft zu etablieren.
1946 erfolgte der Rückzug der sowjetischen Truppen aus der Mandschurei. Die Kommunisten konnten das damalige industrielle Zentrum Chinas erst 1948 vollständig erobern. Dies war ein wichtiger Schritt zum endgültigen Sieg der Kommunisten und der Ausrufung der Volksrepublik China 1949 durch Mao. Die Nationalisten flohen als Verlierer des Bürgerkrieges nach Taiwan und führten dort bis heute die Republik China fort.
Unter diesen Gesichtspunkten erscheint die sowjetisch-chinesische Allianz ab 1950 eher als ein Mangel an Alternativen, denn als ein natürliches Bündnis.

### 1950–1956: Bündnis
1950 schlossen China und die Sowjetunion einen Freundschaftsvertrag. Er sah ein Bündnis im Falle einer japanischen (oder mit Japan verbündeter Staaten; gemeint waren die USA) Aggression vor; Stalin musste die Sonderrechte in der Mandschurei aufgeben. Es wurden weiterhin gemeinsame Wirtschaftsprojekte gestartet und eine Wirtschaftshilfe für China eingeleitet.
Der Vertrag hat einen sehr ungewöhnlichen Charakter und weist auf die chinesische Selbstständigkeit hin. Auch nach dem Tod Stalins 1953 änderte sich nichts an der Allianz – unter Chruschtschow kam es 1954 zu einem ähnlichen, erweiterten Vertrag.
Wesentliches Motiv für den Vertrag war auf beiden Seiten, ein Gegengewicht zur Dominanz der USA zu schaffen. China benötigte zudem die technologische Expertise der sowjetischen Fachkräfte.

### 1956–1959: Erste Brüche in der Koalition
Erste Brüche der Allianz zeigten sich auf dem XX. Parteitag 1956 in Moskau. Chruschtschow leitete erstens das Prinzip der friedlichen Koexistenz ein. Mao vertrat stattdessen einen aggressiveren Kurs und konnte das neue Konzept nur vordergründig akzeptieren. Zweitens eröffnete Chruschtschow die große Kritik an Stalin (Entstalinisierung) und damit verbunden, die Kritik am Personenkult, die indirekt auch Mao traf, da dieser um sich ebenfalls einen Personenkult betrieb.
Des Weiteren wichen die Chinesen immer mehr vom wirtschaftspolitischen Kurs des Vorbildes ab, der den verstärkten Aufbau von Schwerindustrie vorsah, hinter dem andere Wirtschaftsbereiche weniger wichtig waren. Mao und seine Anhänger gingen jedoch davon aus, dass der Aufbau der Landwirtschaft und zugehöriger Leichtindustrie Priorität besitze. Allgemein lassen sich diese Gründe für den Bruch zwischen beiden Staaten also als ideologische Konflikte beschreiben, die sich aus den Gegensätzen der Politik Chrustschows und dem Maoismus ergaben.
Weiterhin forderte China Unterstützung seitens der Sowjetunion in drei Punkten. Die gesamten 1950er Jahre wurde über die Lieferung der Atomtechnik nach China verhandelt, Moskau lieferte jedoch nichts Substanzielles. Weiterhin hatte China Grenzstreitigkeiten mit Indien. Die Sowjetunion unterstützte China hier wiederum nicht, weil sie unter anderem selbst Waffen nach Indien exportierte. Schließlich scheute Moskau den Konflikt mit den USA allein wegen der Taiwan-Frage und unterstützte die VR deswegen nicht bei den Bombardements von Quemoy.

### 1960–1985: Offener Bruch
1960 zog Chruschtschow alle Experten aus China ab. Dies war der endgültige, bildhafte Ausstieg aus der Allianz. In Folge brach das bilaterale Handelsvolumen kräftig ein. Die Regierungen begannen sich nun offen gegenseitig zu kritisieren. Vorzugsweise griff man die andere Seite an, indem man die Politik Sofias oder Tiranas kritisierte. Sofia (Bulgarien) war Moskau zugewandt, Tirana (Albanien) hingegen wechselte 1961 die Fronten und war von da an pro-chinesisch, d. h. beide Staaten verfolgten den gleichen Kurs wie ihre großen Brüder.
Eine neue Qualität der gegenseitigen Spannungen wurde mit dem Doppelschlag von 1962 erreicht. Ein neuer chinesisch-indischer Grenzkonflikt veranlasste die Sowjetunion, harsche Kritik am aggressiven Stil der VR China auszuüben. Die Sowjetunion fürchtete, dass Neutrale (in dem Fall Indien) ins westliche Lager vertrieben werden konnten. Verschärft wurde der Konflikt noch dadurch, dass die Sowjetunion Waffen nach Indien lieferte.
Die VR China kritisierte ihrerseits die Politik Chruschtschows in der Kuba-Krise als Zeichen der Schwäche und des Nachgebens. Die Spannungen waren auch durch ideologische Konflikte gekennzeichnet: Es ging um den weiteren Kurs gegenüber dem imperialistischen Lager, um den Personenkult und allgemein um die Frage, welche Partei den ideologischen Führungsanspruch im Weltkommunismus einnehmen sollte.
Höhepunkt der Konfrontation war ein Grenzkonflikt 1969 am Fluss Ussuri. Der Konflikt wurde von beiden Seiten begrenzt, doch kämpften zum ersten Mal offizielle kommunistische Truppen gegeneinander, zudem noch die zweier Atommächte (China konnte ohne russische Hilfe 1964 seine erste Atombombe zünden).
Die Konfliktlage änderte sich allerdings langsam, als China den Kontakt zu den USA suchte. Dies hatte Erfolg – 1971 bekam die VR China den Sitz im UN-Sicherheitsrat zugesprochen und 1972 folgte der offizielle Staatsbesuch des US-amerikanischen Präsidenten Richard Nixon in Peking. Da der erste direkte, persönliche Kontakt beider Regierungen ein Geheimbesuch des damaligen US-Außenministers Henry Kissinger war, den er absolvierte, während die amerikanische Tischtennismannschaft in China war, spricht man heute noch von der Ping-Pong-Diplomatie Nixons.
Moskau antwortete auf diesen neuen Kontext mit einer Doppelstrategie: Einerseits wurde versucht, jegliche weitere Annäherungen der USA mit China zu verhindern, andererseits signalisierte man Entspannungsbereitschaft gegenüber Peking. Doch China forderte vor Aufnahme jeglicher Gespräche die Verringerung der Truppenpräsenz an der gemeinsamen Grenze, worauf die Sowjetunion nicht einging.
Eine Annäherung zwischen der Sowjetunion und China gelang jedoch auch nach dem Tod von Breschnew 1982 oder dem Mao Zedongs 1976 nicht. Dessen Nachfolger Deng Xiaoping war zwar bei weitem nicht so ideologisch ausgerichtet wie er, aber realpolitisch gab es seiner Meinung nach noch die „drei Hindernisse“:
- Die militärische Präsenz der Sowjetunion in Afghanistan (siehe Sowjetisch-Afghanischer Krieg).
- Das sowjetische Engagement in Indochina (Die moskautreue Volksrepublik Vietnam hatte das pekingtreue Kambodscha besetzt, um die Roten Khmer abzusetzen).
- Abbau der Militärpräsenz an der Grenze: An der gemeinsamen Grenze waren immense Truppenkontingente stationiert.

### 1985–1990: Wiederannäherung und Normalisierung
Ab 1982 war eine erste Entkrampfung des Verhältnisses zwischen der Sowjetunion und China zu sehen. Die USA waren für eine weitere Annäherung nicht zu gewinnen, wobei insbesondere die Taiwan-Frage eine weitere Annäherung verhindert hatte. Eine signifikante Entspannung ließ sich aber erst seit 1985 verzeichnen, als der neue sowjetische Führer Gorbatschow zum ersten Mal Bereitschaft zum Nachgeben in den drei Punkten gezeigt hatte. In der Folgezeit wurde immer mehr Gesprächsbereitschaft signalisiert. In den folgenden Jahren begann man langsam, die Grenzstreitigkeiten zu lösen.
Ab 1989 kann man mit dem offiziellen Staatsbesuch Gorbatschows in Peking von einer Normalisierung der Beziehungen sprechen. Die chinesische Führung setzte ihren pragmatischen, ideologiefreien außenpolitischen Kurs trotz massiver interner Kritik an Gorbatschow fort. Peking sah sich in seinem Vorgehen gegen die Studenten auf dem Platz des Himmlischen Friedens 1989 (Tian’anmen-Massaker) und in dem Widerstand gegen politische Öffnung bestätigt.

### 1991–2020: Chinesische Reaktion auf den Zerfall der Sowjetunion
Der Zerfall der Sowjetunion bedeutete auch das Ende des Zerwürfnisses mit der Volksrepublik China. Nach den Vorfällen von 1989 war China außenpolitisch isoliert. Russland verblieb als einziger Partner und vor allem als einziger williger Lieferant von Rüstungstechnologie. Weiterhin wollte China auf Grundlage der fünf Prinzipien der friedlichen Koexistenz und der Ein-China-Politik die nun unabhängigen zentralasiatischen Staaten einbinden. China war im Zuge seiner Modernisierung auf ein friedliches Umfeld angewiesen.
Das Hauptaugenmerk der chinesischen Regierung liegt seitdem nicht mehr auf der Gefahr einer sowjetischen Invasion, sondern auf der Gefahr einer Intervention der Vereinigten Staaten in der Taiwanfrage. Russland wiederum war nun über die amerikanische Politik, etwa die Ausdehnung der NATO und die Intervention im früheren Jugoslawien, besorgt. Die Vereinigten Staaten betrachteten China nicht mehr als Gegengewicht zu Russland, sondern als Rivalen um die Vormachtstellung in der Welt. Deshalb haben China und Russland mittlerweile ihre Beziehungen verstärkt, um zusammen der amerikanischen Macht zu widerstehen. Im Jahr 1993 unterschrieben die beiden Staaten einen Vertrag, der formell die Grenze festlegte und alle offenen Fragen beseitigte.

Die SCO
Mitgliedsstaaten
Beobachterstatus

Die bereits begonnene Erörterung der Grenzstreitigkeiten wurden nach dem Zerfall der Sowjetunion auch mit den neu entstandenen Staaten weitergeführt: Russland, Kasachstan, Tadschikistan, Kirgisistan und China trafen sich regelmäßig in den sogenannten „4+1-Gesprächen“, in denen bis heute der Großteil der Fragen geklärt werden konnte. Aus diesen Gesprächen bildeten sich 1996 die „Shanghaier Fünf“, die sich 2001 in Shanghaier Organisation für Zusammenarbeit (SCO) umbenannten und zusätzlich Usbekistan als Mitglied aufnahmen.
Auch bilateral verbesserte sich das Verhältnis stetig, so sprachen beide Staaten 1994 von einer „konstruktiven“, 1996 schon von einer „strategischen“ Partnerschaft.
2001 wurde schließlich ein auf zwanzig Jahre befristeter Russisch-Chinesischer Freundschaftsvertrag geschlossen, der im Wesentlichen bereits getroffene Vereinbarungen fixierte und gemeinsame Interessen verdeutlicht. Hauptsächliches Ziel des Rahmenvertrages war es, die 4. chinesische Führungsgeneration unter Staatspräsident Hu Jintao (ab 2003/03) trotz fehlender biografischer Verbindungen mit dem Nachbarland langfristig an Russland zu binden.
Wesentliche Inhaltsbestandteile sind:
- Weiterer Ausbau der Beziehungen: Verstärkung der Zusammenarbeit in Wirtschaft, Umwelt, Militär, Ausbildung, Wissenschaft etc.; Regelmäßige Treffen
- Grenzen[1] : Ablegen aller Gebietsansprüche; Respektierung der gegenseitigen territorialen Integrität (d. h. Russland steht in der Taiwan-Frage auf Seiten der VR China)
- Außenpolitik: Gewaltfreie Außenpolitik; Gegenseitige Konsultation bei Konflikten; Kein Beitritt zu einem Bündnis, das gegen den Anderen gerichtet ist; Stabilisierung der Region Zentralasien.
- Sicherheitspolitik: Gemeinsame Bekämpfung der „Drei Kräfte“ Terrorismus, Separatismus und religiöser Fanatismus; Koordinierung in der Verbrechensbekämpfung; Reduzierung der Massenvernichtungswaffen;
- Anerkennung des Eigentums des Anderen: Dies zielt auch auf das Problem hin ab, dass in China extensive Markenpiraterie betrieben wird.

Die Terroranschläge am 11. September 2001 in den USA zeigten die Schwäche der russisch-chinesischen Beziehungen, da man unabhängig voneinander agierte. Präsident Putin konnte im Westen Vertrauen gewinnen, ohne jedoch in die Kriegskoalition einzutreten. China verfolgte gegenüber den USA im Anschluss eine weichere außenpolitische Linie. Eine gegenseitige Absprache fand erst zehn Tage nach den Anschlägen statt.
Anfang des Jahres 2005 führten China und Russland gemeinsam das Manöver „Friedensmission 2005“ auf der chinesischen Halbinsel Shandong durch: Luft- und Marinelandeeinheiten übten mit anderen Waffengattungen die Invasion an einer Küste. Auf beiden Seiten nahmen jeweils fast 10.000 Soldaten teil. Im Hinblick auf den Taiwan-Konflikt besaß das Manöver politische Brisanz, aber sowohl von chinesischer als auch von russischer Seite wurde entgegengehalten, die Übung richte sich ausschließlich gegen Terrorismus und Extremismus.
Präsident Putin reiste vom 21. bis zum 23. März 2006 in Begleitung von Ministern und einer 1000 Personen starken Delegation nach Peking. Es wurden politische, wirtschaftliche und kulturelle Themen besprochen. Ziel beider Staaten war es, die guten Beziehungen der 1950er Jahre wieder aufleben zu lassen. Russland bekräftigte abermals seine Unterstützung Chinas in der Taiwan-Frage. Darüber hinaus drängten sie auf eine diplomatische Lösung im Atomstreit mit dem Iran. Beide verwehrten sich zu diesem Zeitpunkt noch einer Resolution nach Artikel sieben der UN-Charta, das heißt, sie ließen sich nicht auf mögliche Sanktionen gegen den Iran ein.
Im August 2007 fand auf den umliegenden Militärstützpunkten von Tscheljabinsk in Russland das Großmanöver „Friedensmission 2007“ im Rahmen der Shanghai Cooperation Organisation (SCO) statt, an der neben Russland, Streitkräfte aus Kasachstan, Tadschikistan, Kirgisien, Usbekistan und der Volksrepublik China teilnahmen. China entsandte 14 Flugzeuge und 32 Hubschrauber zum rund 2.000 km entfernten Übungsgebiet.
Präsident Putin eröffnete das Russland-Jahr 2006 in China. Im Gegenzug gab es ein China-Jahr 2007 in Russland. Putin und Hu Jintao trafen sich innerhalb eines Jahres vier Mal.
China hatte 2006 drei Motive, eine Öl-Pipeline nach Russland zu bauen. Erstens reichte die heimische Energieproduktion nicht mehr aus, um den Energiehunger der wachsenden Wirtschaft zu stillen. Zweitens konnte durch die Pipeline im Landesinneren einer möglichen Blockade des Chinesischen Meeres für Handelsschiffe entgegengewirkt werden. Drittens wurde durch die Pipeline eine weitere Diversifikation der Energiequellen erreicht. Der chinesische Energiebedarf wurde weitgehend von Kohle gedeckt, welche in nicht mehr zeitgemäßen Abbaumethoden gewonnen wurde.
Erdöl ist Russlands wichtigstes wirtschaftliches und politisches Instrument. Die VR China sollte keinen Spezialpreis bekommen. Im Jahr 2013 wurde ein Vertrag mit Rosneft abgeschlossen über die Lieferung von Erdöl für 270 Milliarden Dollar innert 25 Jahren, einer jährlichen Liefermenge, welche im 2013 sechs Prozent der russischen Produktion entsprach. Der Bau der Pipeline kontrastierte jedoch mit dem Wunsch, statt zu 80 % mit Rohstoffen verstärkt mit hochwertigen Industriegütern zu handeln. Gerade in den russischen Grenzgebieten werden Chinesen oft negativ beurteilt auch aus Angst vor dem demographischen Druck von 200 bis 300 Millionen chinesischen Wanderarbeitern, die im Falle eines Scheiterns des chinesischen Wirtschaftsmodelles sich gen Russland orientieren könnten. In China ist die Wahrnehmung des Nachbarn durchweg positiver; die Chinesen sehen eher die wirtschaftlichen Möglichkeiten in Russland.
Im September 2016 gab es ein Chinesisch-Russisches See-Manöver im Südchinesischen Meer, einer Konfliktregion (siehe Territorialkonflikte im Chinesischen Meer).

### 2021–2023: Schritte zur strategischen Partnerschaft China–Russland
Bei den bilateralen Staatsbesuchen RF–VRCh standen stets auch die politischen Aktivitäten im geostrategischen Kräfteviereck Russland–China und USA–NATO des zurückliegenden Jahrzehnts im Mittelpunkt. Der US-Präsident Barack Obama hatte schon 2011 mit seinem „Pivot to Asia“ (Hinwendung zu Asien) die Konfrontation mit China in den Vordergrund gerückt. Kurz nach der Amtseinführung von US-Präsident Biden kam es Mitte März 2021 zu einem ersten Treffen des US-amerikanischen Außenministers Blinken mit dem chinesischen Außenminister Qin in Anchorage (Alaska/USA). Die diplomatische Begegnung endete mit einem Eklat, als die Amerikaner von den Chinesen die Akzeptanz der „regelbasierten Ordnung“ forderten.
Daraufhin trafen sich innerhalb einer Woche – also noch im März 2021 – der Außenminister Qin und sein russischer Amtskollege Lawrow im südchinesischen Guilin. Sie veröffentlichten im Ergebnis dieses Treffens eine Erklärung, in der sie gemeinsam die ‘regelbasierte Ordnung’ des Westens ablehnten und die Absicht zur Schaffung einer multipolaren Weltordnung der Gleichberechtigung aller Völker und Staaten offen bekundeten.
Diese gemeinsame Position zu einer neuen Weltordnung wurde nachfolgend mehrfach bekräftigt und präzisiert, zum Beispiel im Juni 2021 durch die Verlängerung des Freundschaftsvertrags (aus 2001) Russland–China mit einer ‘Gemeinsamen Erklärung’ der Staatschefs vom 28. Juni 2021 oder während der X. Moskauer Sicherheitskonferenz vom August 2022 sowie bei der Konferenz des ‘Waldai-Diskussionsforums’ vom Oktober 2022.
Im Februar 2022 empfing Chinas Staats- und Parteichef Xi Jinping den russischen Präsidenten Wladimir Putin in Peking zum Staatsbesuch. Zu dessen Vorbereitung hatten die Staatsoberhäupter wechselseitig in russischen bzw. chinesischen Medien persönliche Artikel veröffentlicht. Im Verlauf des Staatsbesuchs wurden die ‘Gemeinsame Erklärung’ sowie eine Anzahl weiterer Dokumente.
Das Treffen am Tag der Eröffnung der Olympischen Winterspiele in der chinesischen Hauptstadt wurde als symbolisches Zeichen der Freundschaft gewertet, weil Xi zuvor rund eineinhalb Jahre lang keine ausländischen Staatsgäste empfangen hatte. Bei dem Treffen wurden gemeinsame Wirtschaftsprojekte besprochen und Kritik demokratisch regierter Staaten zurückgewiesen.
Auffällig hierbei ist, dass all diese Events zeitlich mit einer Verschärfung der Ukraine-Krise vor dem 24. Februar 2022 zusammenfallen.
Chinas Haltung zu diesem Krieg ist geprägt vom Streben nach einer politischen Konfliktlösung im Sinne der friedlichen Koexistenz unter der Berücksichtigung der neuen geostrategischen Realitäten. In diesem Sinn hat China Anfang März in einem 12-Punkte-Programm einen Friedensplan für die Ukraine vorgelegt. Im Mittelpunkt steht das Prinzip „Dialog statt Aufrüstung“. Der Konflikt soll schrittweise mit dem Ziel eines umfassenden Waffenstillstands deeskaliert werden. Damit werden zugleich die Bedingungen für eine politische Lösung geschaffen.

### Nach dem russischen Überfall auf die Ukraine 2022
Die russische Invasion in die Ukraine 2022 wurde anfangs durch die chinesische Regierung offiziell weder gutgeheißen noch verurteilt. Bei den Abstimmungen im UN-Sicherheitsrat am 25. und 27. Februar 2022, die durch das Veto Russlands blockiert wurden, enthielt sich die Volksrepublik China, ebenso wie bei der Resolution ES-11/1 der UN-Generalversammlung vom 2. März 2022, die die russische Invasion verurteilte.
Insgesamt haben sich Russland und China seit dem russischen Überfall einander angenähert. China bezeichnet sich als neutral und gibt sich als Vermittler, obwohl es im Krieg eindeutig eine prorussische Position hat und Chinas Politiker und Diplomaten diese auf der Weltbühne vertreten. Zudem verbreiten die chinesischen Staatsmedien prorussische Propaganda. Von chinesischer Seite wurde in offiziellen Verlautbarungen nicht von „Krieg“, sondern von der „Ukraine-Krise“ gesprochen, und zu einer friedlichen Lösung des Konfliktes „auf Basis der UN-Charta unter Berücksichtigung legitimer Sicherheitsinteressen“ aufgerufen. Chinesische Offizielle gaben wiederholt der NATO und den Vereinigten Staaten die Schuld am Ukraine-Konflikt. Der chinesische Staatschef Xi und Russlands Präsident Putin zeigten sich bei mehreren Treffen nach außen hin bemüht, ein herzliches Einvernehmen zu demonstrieren. Westliche Analysten konstatierten, dass Russland in der Krise in die Rolle eines Juniorpartners Chinas abgesunken, und aufgrund der westlichen Sanktionen ganz abhängig von Rohstoffexporten nach China und Technologieimporten aus China geworden sei. China habe letztlich kein größeres Interesse an der Ukraine, sondern unterstütze Russland vor allem aufgrund der gemeinsamen Gegnerschaft zu den Vereinigten Staaten, die China als Haupthindernis für den eigenen Aufstieg ansehe. Andere konstatierten auch angesichts der militärischen Misserfolge Russlands in der Ukraine und der westlichen Wirtschaftssanktionen einen massiven Machtverlust Russlands. Die Außenpolitik Chinas sei rein interessengesteuert, und China habe aus der historischen Vergangenheit noch einige offene Rechnungen mit Russland. Die Chinesen hätten nicht vergessen, dass das russische Zarenreich im 19. Jahrhundert riesige Gebiete an der Nordgrenze Chinas im Rahmen von ungleichen Verträgen annektiert hatte. Am 6. Februar 2023 gab das chinesische Ministerium für natürliche Ressourcen eine Vorschrift heraus, nach der zukünftig bei topografischen Bezeichnungen im Fernen Osten Russlands neben den russischen Namen in Klammern auch die historischen chinesischen Namen (beispielsweise Haishenwai, neben Wladiwostok) verzeichnet werden müssen.
In den zensierten sozialen Medien Chinas wurde Ende 2022 die Leistung der russischen Armee zunehmend lächerlich gemacht. Das immer beliebter werdende Meme „schwache Gans“ war eine direkte Übersetzung des Satzes cai'e (菜鹅), der selbst ein Spiel mit dem Homonym ist, das „schwaches Russland“ bedeutet. Tsai (菜), wörtlich „Gemüse“, ist ein umgangssprachlicher Begriff für etwas von schlechter Qualität.

## Wirtschaftliche Beziehungen
Während des Zerwürfnisses beider Staaten gab es keine direkten Wirtschaftsbeziehungen. Nach dem Tian’anmen-Massaker wurde von den westlichen Industriestaaten ein Waffenembargo über China verhängt. Russland ist seitdem der Hauptwaffenlieferant für China.
Bis heute hat der bilaterale Handel zugenommen, trotzdem befindet er sich noch auf einem sehr niedrigen Niveau: Mit 10,4 Mrd. USD im Jahre 2004 ist das Handelsvolumen (Summe der Exporte und Importe) niedrig, wenn man es mit dem Handelsvolumen Chinas mit anderen Staaten vergleicht. Deutschland lag im gleichen Jahr mit 54,2 Mrd. USD auf dem 6. Platz, die USA und Japan mit 169,6 Mrd. USD bzw. 167,9 auf Platz 1 und 2. China exportiert v.A. Textilien, während ein Großteil der russischen Exporte aus Erdöl besteht. Zwar verdient der russische Staat enorme Summen durch den Energieexport, jedoch ist dieser nicht nachhaltig und schafft nur relativ wenige Arbeitsplätze. Bei dem Besuch Putins in Peking Ende März 2006 wurde der Bau einer Pipeline von Russland nach China beschlossen, mit der sich die Ölimporte aus Russland mehr als verdoppeln werden.
China braucht im Zuge seines schnellen Wirtschaftswachstums immer mehr Öl und versucht, seine Energiequellen zu diversifizieren, um die Abhängigkeit von Öllieferungen über das Chinesische Meer zu verringern. Aus diesem Grund hat China auch im Jahre 2005 mit Kasachstan den Bau einer Pipeline aus dem ebenfalls energiereichen Land vereinbart. Mit Russland wurde 2014 nach der Annexion der Krim der Bau einer Gas-Pipeline und die Lieferung von Gas für 400 Milliarden Dollar über 30 Jahre vereinbart.
Das Handelsvolumen Russland-China lag nach der Flaute von 2008 knapp unter 40 Milliarden Dollar, stieg bis Anfang 2014 auf über 90 Milliarden Dollar und sank danach bis 2016 wieder gegen 50 Milliarden. Auch die chinesischen Direktinvestitionen in Russland hatten sich in einem ähnlichen Zeitraum zuerst vervierfacht auf 1270 Millionen im Jahre 2014 und wurden dann 2015 knapp halbiert.

## Konflikt um das iranische Atomprogramm

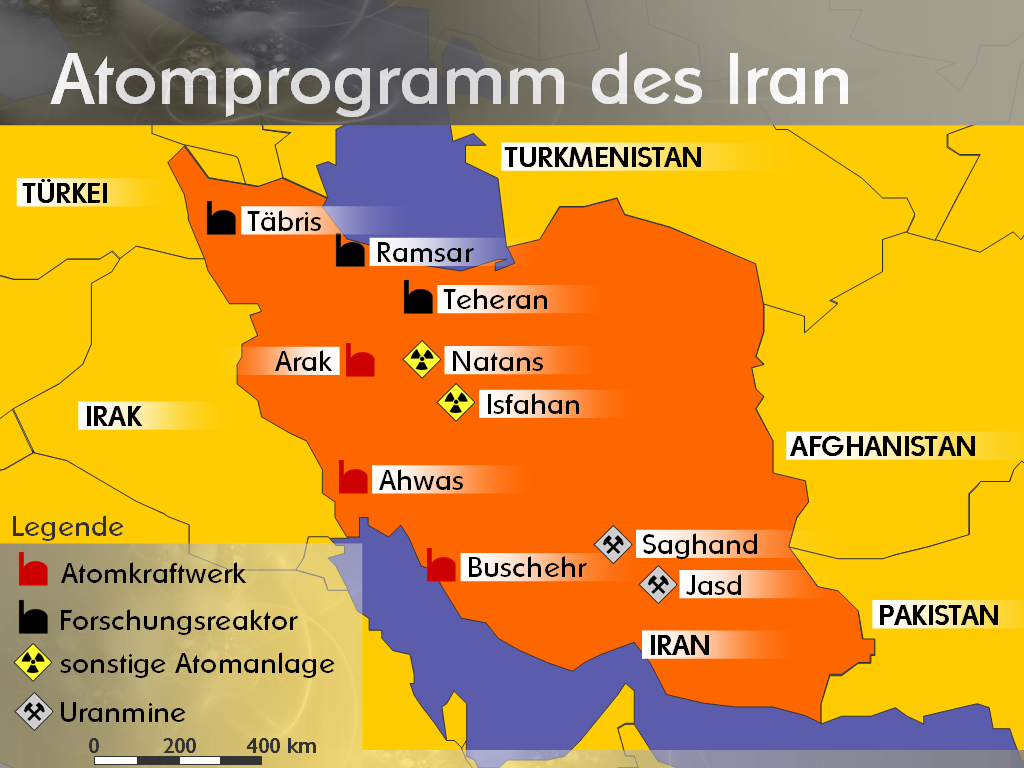
Karte mit Standorten der iranischen Atompolitik

Die VR China pflegt gute Beziehungen zum Iran, der sich als verlässlicher Handelspartner erwiesen hat, der wiederum auf die Ressourcen aus Russland angewiesen ist auf Grund des Embargo der Westmächte. China bezieht 13,6 % seiner Ölimporte aus dem Iran und ist aktuell an der Ausbeutung eines neuen Ölfeldes im Iran beteiligt. China betont, dass es sich – ganz im Gegensatz zu den USA – nicht in innere Angelegenheiten einmischen wird, weil es ebenfalls keine Einmischungen in die innere Staatspolitik billigt. Allerdings ist ein atomwaffenfähiger Iran nicht im Interesse Chinas.
Russland ist ebenfalls an einer diplomatischen Lösung interessiert. Moskau hat den Vorschlag gemacht, die nukleare Anreicherung auf iranische Kosten aber auf russischem Boden durchzuführen. Wie China unterhält auch Russland freundschaftliche Beziehungen zum Iran, einer seiner größten Partner in Nahost. Insbesondere Russland möchte weiterhin seine Militärtechnologie an den Iran verkaufen. 1/3 der israelischen Bevölkerung ist aber mittlerweile russischen Ursprungs. Die Sicherheitslage Israels könnte daher zunehmend ins Blickfeld Moskaus geraten.